# Carl Schnell

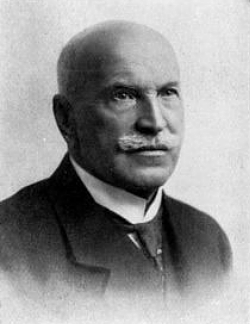
Carl Johan Schnell.

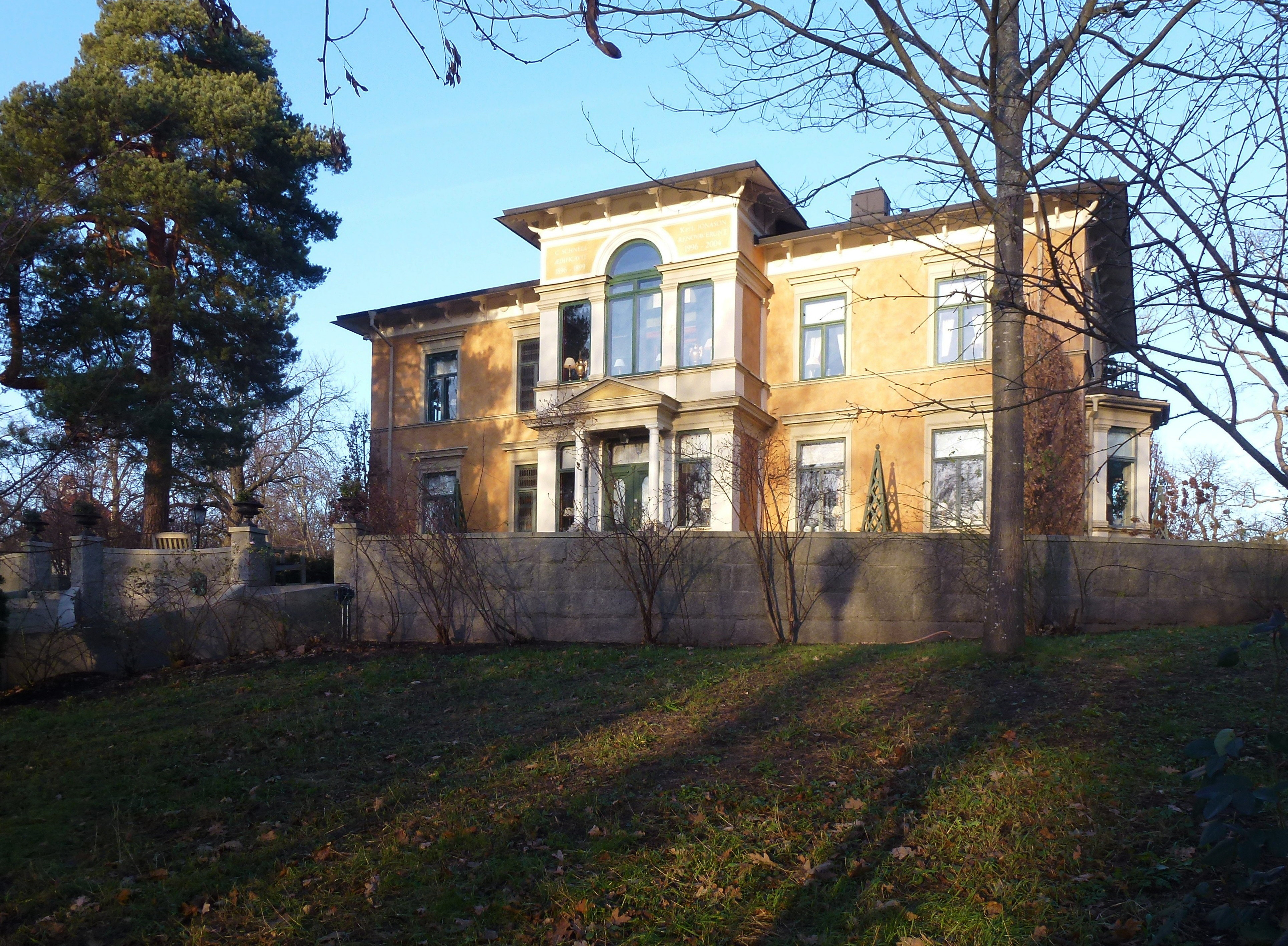
Villa Schnell, Djursholm.

Carl Johan Schnell, född 22 februari 1847 i Kyrkefalla socken, Skaraborgs län, död 14 maj 1938 i Stockholm, var en svensk grosshandlare och affärsman.

## Biografi
Schnell var anställd i firman Fr. Th. Berling i Stockholm och grundade där år 1868 firman Carl Schnell & Co. Företaget specialiserade sig på import av råhudar, amerikanskt sulläder, beredda hudar och skinn, artiklar för garverier och skofabriker, försäljning av svenska garveriers tillverkningar samt export av svenska hudar. 
Han ledde verksamheten ensam till år 1885 och därefter tillsammans med sin bror, Otto Sanfrid Schnell, som samma år ingick som delägare och blev verkställande direktör när firman år 1904 ombildades till aktiebolag. År 1925 upphörde bolaget med import och försäljning av hudar och läder. Schnell var styrelseledamot i Nordstjernan AB, Stockholms stads brandstodsbolag, Djursholms AB, Stockholm–Rimbo Järnvägsaktiebolag, Stockholm–Västerås–Bergslagens Järnvägar och Bankaktiebolaget Stockholm-Öfre Norrland. Han tillhörde dessutom överstyrelsen för Stockholms stads brandförsäkringskontor och Livförsäkringsanstalten Trygg, samt var medlem av Stockholms handelskammare och ledamot av Stockholms skiljenämnd för handel, industri och sjöfart. 
Han lät uppföra Tegelhagens slott. 
Carl Schnell ägde Villa Schnell i Djursholms villastad som han lät uppföra i mitten av 1890-talet efter ritningar av arkitekt Adolf Emil Melander. Åren 1898–1910 ägde han Årsta slott i nuvarande Haninge kommun tillsammans med sin gode vän, skeppsredaren Axel Johnson och ingenjören Emil Egnell. Den senare stod bakom tillkomsten av Djursholms villastad där Schnell var en av de första byggherrarna.